# Toledo (kommun i Colombia, Norte de Santander, lat 7,30, long -72,25)
Toledo är en kommun i Colombia. Den ligger i departementet Norte de Santander, i den norra delen av landet, 400 km nordost om huvudstaden Bogotá. Antalet invånare är 17 272.